# 卡加延河 (呂宋)
卡加延河（英語：Cagayan River）是菲律宾群岛最长和最大的河流，全长505公里。流域面积为2.73万平方公里。占该国面积9.1%。
卡加延河位于吕宋岛东北部卡加延河谷中，流经的地区包括新比斯开省、季里诺省、伊莎贝拉省和卡加延省，最终在阿帕里注入巴布延海峡。